# Бакарни кањон
Кањон бакра (шп. Barrancas del Cobre), који је име добио по давно напуштеним рудницима, један је од најмање 12 великих кањона који просецају мексички планински ланац Западне Сијера Мадре.
Непрегледни кањони урезују се дубоко у планине северног Мексика. Путовање возом кроз високе планине у Мексику само по себи довољно је чудесно. На успону према Кањону бакра воз пролази оштрим кривинама и прелази мостове подигнуте високо изнад тла. Урања у таму многобројних тунела, а кад из њих изађе, путницима нуди нов поглед на вртоглаве, стрме падине дубоких долина. Па ипак, призори с тог путовања бледи су у поређењу с оним што можете видети у Дивисадеру, железничкој станици смештеној на висини од 2300 m. Поглед који се одавде пружа низ падине Кањона бакра заиста плени. Велики кањон се протеже дужином од 50 km и обрушава 1400 m до реке Урикеа која тече у тамној сенци. Вододерине су дубоко усечене у стеновите стране кањона, a њихове стрме падине спајају се на врховима оштрим као нож. У даљини таласи врхова и торњева лелујају попут скамењеног мора.
На врху кањона стеновити предео зими је често прекривен снегом, мада стрми спуст у кањон посетиоца води кроз низ све топлијих светова. Шуме борова и чемпреса на вишим просторима уступају место стаблима акација и високим разгранатим кактусима. На дну кањона призор се опет мења у добро наводњену, мирисну долину у којој расту наранџе, банане и дивље орхидеје.
Упркос неприступачном изгледу кањона у њему живи око 70 000 припадника народа Тарахумара. Пре доласка Европљана у 17. веку Тарахумаре су живели на далеко већем простору, али кад су Шпанци продрли на њихово подручје, почели су се повлачити све дубље у кањоне како би сачували свој начин живота. Данас на то мало земље што им је преостало узгајају овце и козе, као и житарице, јабуке и брескве. Тарахумаре су људи који трче. Невероватно су издржљиви у трчању по пределу у којем сваки корак који направе јесте или корак узбрдо или низбрдо. Лаконоги Тарахумаре ходају или боси или у врло једноставној обући, а на себи имају широке тунике и повезе за главу живих боја. Организују такмичења у " дриблању " дрвеном лоптом по одређеној стази, што може да траје и неколико дана и ноћи. То је испит издржљивости који одушевљава посетиоце.